# 髙木翔斗
- 高木翔斗

髙木 翔斗（たかぎ しょうと、2003年8月12日 - ）は、岐阜県不破郡垂井町出身のプロ野球選手（捕手）。広島東洋カープ所属。

## 経歴

### プロ入り前
小学1年生のときに地元の野球チーム「伊吹クラブ」で野球を始め、捕手となり、6年時には中日ドラゴンズジュニアのメンバーに選ばれ優勝を果たしている。中学（垂井町立北中学校）では軟式クラブチーム「岐阜フェニックス」でプレーした。
岐阜商業高等学校に進学。1年春からベンチ入りし、同年秋から正捕手となり4番を務めた。3年春は主将となり第93回選抜高等学校野球大会に出場するも、1回戦で小園健太と松川虎生のバッテリー擁する市立和歌山高校からヒットは放ったものの完封負けを喫した。夏の第103回全国高等学校野球選手権大会では1回戦の明徳義塾と競り合うも2‐3で敗れる。チームの1学年上に、後に広島に1位指名される佐々木泰がいた。
2021年10月11日に行われたドラフト会議では広島東洋カープから7位指名を受け、契約金2000万円、年俸450万円という条件で契約に至った。背番号は64。

### 広島時代
2022年は、ウエスタン・リーグ22試合に出場、打率.118、4安打、打点1の成績を残した。
2023年は、ウエスタン・リーグ27試合に出場、打率.147、5安打、打点6の成績を残した。
2024年は1月に元カープの鈴木誠也の自主トレに参加。2月に自身初の一軍春季キャンプスタートを果たすと、
その後のオープン戦に捕手最年少で一軍帯同。6試合に出場し、9打席で打率.444、4安打、打点2、守備機会で刺殺8、補殺2、失策0の成績を残す。この年のフレッシュオールスターにも選出されるも一軍出場はなく、ウエスタン・リーグ41試合に出場し打率.181、13安打、打点4の成績を残した。

## 選手としての特徴
身長188cmとプロ野球の現役捕手の中では一番大きい大型捕手（2022年時点）。学生時代は打てる捕手として高校通算20本塁打を記録した。

## 人物
祖父母が床屋、両親が美容院を営む理髪師の家庭に生まれる。父は元高校球児で、幼い頃から野球に囲まれた環境で育ち、「翔斗（しょうと）」という名前は野球にちなんだものである。

## 詳細情報

### 背番号
- 64（2022年 - ）